# SSC North America
SSC North America (antes Shelby SuperCars Inc.) es un fabricante estadounidense de automóviles fundada en 1999 por su propietario Jerod Shelby (sin relación con el diseñador de automóviles Carroll Shelby). La empresa tiene su base en West Richland, Washington, cerca de Tri-Cities y se especializa en la producción de superdeportivos.

## Historia
El 12 de julio de 2008, el fabricante anunció que tenía planes para develar el "Ultimate Aero EV", un automóvil eléctrico. Del mismo modo, esperaba lanzar su primer prototipo en febrero de 2009. El coche fue anunciado en el comunicado de prensa original, como recargable en 10 minutos de una toma de 110V, lo que ha sido criticado como imposible en algunos artículos. El comunicado de prensa ha cambiado desde entonces.
El 7 de octubre de 2008, la firma anunció que abriría su showroom en Dubái.

## Vehículos
Entre los vehículos que han construido, se encuentran el SSC Ultimate Aero, equipado con un motor V8 biturbo de 6349 cm³ (6,3 L; 387,4 plg³), que produce 1287 HP (1305 CV; 960 kW), lo que lo hacía en aquel momento el vehículo de producción más potente del mundo, venciendo al Bugatti Veyron con 1001 CV (987 HP; 736 kW). El 13 de septiembre de 2007, el Ultimate Aero tomó el título del automóvil de producción más rápido del mundo, arrebatándolo al Bugatti Veyron, al haber alcanzado una velocidad de 414 km/h (257 mph). Posteriormente, perdió ese récord el 26 de junio de 2010, cuando el Bugatti Veyron Super Sport registró una velocidad media de 431,072 km/h (267,855 mph).
- 2006 - SSC Aero.
- 2008 - Ultimate Aero EV. Superdeportivo eléctrico anunciado en 2008, que se encontraba todavía en fase de prototipo.
- 2010 - SSC Aero II. Superdeportivo sustituto del SSC Aero cuyas primeros datos e imágenes fueron adelantados en 2010. También se encontraba todavía en fase de prototipo y se esperaba el inicio de su venta en 2011, con un precio cercano a 1 000 000 €.[6]
- 2020 - SSC Tuatara. Superdeportivo sustituto del Ultimate Aero, que ha estado envuelto en una serie de polémicas y dudas por su récord de velocidad máxima.